# پوشکین (شهر)

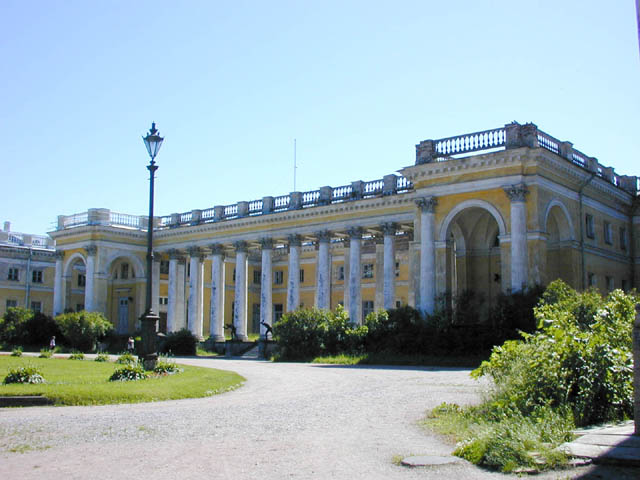
پوشکین.

پوشکین (به روسی: Пушкин) یکی از شهرهای شمالی روسیه است که در ۲۴ کیلومتری جنوب سن پترزبورگ واقع شده‌است. جمعیت این شهر در سرشماری سال ۱۹۸۹ بالغ بر ۹۵٬۴۱۵ نفر و در سرشماری سال ۲۰۰۲ بالغ بر ۸۴٬۶۲۸ نفر بوده‌است.